# Rothschildia condor
Rothschildia condor är en fjärilsart som beskrevs av Otto Staudinger 1894. Rothschildia condor ingår i släktet Rothschildia och familjen påfågelsspinnare. Inga underarter finns listade.